# ウェスト・コースト・カンファレンス
ウェスト・コースト・カンファレンス（West Coast Conference , WCC ）は、アメリカ合衆国のカレッジスポーツにおけるカンファレンスのひとつ。1952年に創設された。創設時はカリフォルニア・バスケットボール協会として設立され、その後1956年から1989年まではウェスト・コースト・アスレチックとして知られていた。カリフォルニア州、オレゴン州、ワシントン州にある9校で構成されており、NCAAのディビジョンIのメンバーである。
現在のメンバーはすべて私立大学であり、日本でいうミッション系大学である。7校がカトリック教会の会員であり、うち4校はイエズス会が設立したもの。ペパーダイン大学はチャーチ・オブ・クライストの分会である。パシフィック大学が2024年段階では最新のメンバーである（2013年より再加盟）。
2023年12月22日、WCCは、Pac-12カンファレンスの崩壊により取り残された2校、オレゴン州立大学とワシントン州立大学が2025-26シーズンまでフットボールと野球以外の全てのスポーツで準会員となることを発表した。その後、2024年5月には、グランド・キャニオン大学とシアトル大学が2025年7月に加盟し、シアトル大学は45年ぶりに再加盟することが発表された。一方で2024年10月には、ゴンザガ大学が2026年よりPac-12へ移籍することを発表している。

## 現在の加盟校
| 大学                                           | チーム名     | チームカラー | チームカラー | 所在地                           | 設立   | 加盟年          | 登録学生数 | 寄付金 (ミリオン) |
| ---------------------------------------------- | ------------ | ------------ | ------------ | -------------------------------- | ------ | --------------- | ---------- | ----------------- |
| ゴンザガ大学                                   | ブルドッグス |              |              | ワシントン州スポケーン           | 1887   | 1979            | 7,421人    | $276              |
| ロヨラ・メリーマウント大学                     | ライオンズ   |              |              | カリフォルニア州ロサンゼルス     | 1865年 | 1955年          | 8,972人    | $472              |
| パシフィック大学                               | タイガース   |              |              | カリフォルニア州ストックトン     | 1851年 | 1952年,* 2013年 | 6,652人    | $453              |
| ペパーダイン大学                               | ウェーブズ   |              |              | カリフォルニア州マリブ           | 1937年 | 1955年          | 6,000人    | $892              |
| ポートランド大学                               | パイロッツ   |              |              | オレゴン州ポートランド           | 1901年 | 1976年          | 3,200人    | $173              |
| セントメリーズ・カレッジ・オブ・カリフォルニア | ゲールズ     |              |              | カリフォルニア州モラガ           | 1863年 | 1952年          | 4,768人    | $180              |
| サンディエゴ大学                               | トレロス     |              |              | カリフォルニア州サンディエゴ     | 1949年 | 1979年          | 7,548人    | $530              |
| サンフランシスコ大学                           | ドンズ       |              |              | カリフォルニア州サンフランシスコ | 1855年 | 1952年          | 10,017人   | $393              |
| サンタクララ大学                               | ブロンコス   |              |              | カリフォルニア州サンタクララ     | 1851年 | 1952年          | 8,300人    | $979              |

* – パシフィック大学は1971–72シーズンから2012–13シーズンにかけて1度WCCを脱退していた。
なお2025年より、WACから2校がWCCに移籍し、2校増加するため大学をそれぞれ列記する。
| 大学                     | チーム名       | チームカラー | チームカラー | 所在地                 | 設立 | 登録学生数 | 寄付金(Million) | チーム名 |
| ------------------------ | -------------- | ------------ | ------------ | ---------------------- | ---- | ---------- | --------------- | -------- |
| グランド・キャニオン大学 | アンテロープス |              |              | アリゾナ州フェニックス | 1949 | 103,427    | $21.6           |          |
| シアトル大学             | レッドホークス |              |              | ワシントン州シアトル   | 1891 | 7,755      | $241.2          |          |